# Немачко удружење за осигурање нуклеарних реактора
Немачко удружење за осигурање нуклеарних реактора — Келн је унија за осигурање немачких нуклеарних индустријских предузећа. Ово удружење такође учествује у реосигуравању.

## Историја
Прва осигуравајућа удружења у нуклеарној индустрији у Европи, основана су у Шведској и Енглеској 1955. Немачко удружење за осигурање нуклеарних реактора је основано 1957. Кроз своју историју оно је имало само један случај плаћања накнаде у распону од 10-15 хиљада евра до данас.

## Функције и задаци
Чак и са малом вероватноћом догађања осигураног случаја у нуклеарној индустрији, максимално могући износ штете је веома велики. Из тог разлога, осигурање не може да сноси такав ризик. Могућност преноса нуклеарног ризика реосигуравача је забрањена у Немачкој на законодавном нивоу. Од 1998, за атомску енергију, Закон захтева максимално осигурање од одговорности на око 2,5 милијарди евра. За штету изнад тог износа у складу са § 34 Закона за атомску енергију, савезна влада је одговорна. Ако износ штете премашује максимални предвиђен износ од 255 милиона евра, исплату врши DKVG. Износ осигурања плаћања су могућа трошкове евакуација људи.

## и нуклеарна електрана Фукушима I
Нуклеарна електрана Фукушима I је била осигурана на неколико десетина милиона евра од стране DKVG. Према условима уговора о осигурању није била осигурана за штете, проузроковане земљотресима, цунамима и вулканским ерупцијама. Зато DKVG нема обавезу плаћања власнику нуклеарне електране Фукушима I за несреће у нуклеарној централи Фукушима 1.